# Nebrioferonia
Nebrioferonia is een geslacht van kevers uit de familie van de loopkevers (Carabidae). De wetenschappelijke naam van het geslacht is voor het eerst geldig gepubliceerd in 1939 door Straneo.

## Soorten
Het geslacht Nebrioferonia omvat de volgende soorten:
- Nebrioferonia intermedia Allen, 1982
- Nebrioferonia strigitarsis Straneo, 1939